# MMT Group
MMT Group AB, tidigare Marin Mätteknik AB, är ett svenskt ingenjörskonsultföretag, baserat i Göteborg.
MMT har varit involverat i fynden och undersökningarna av  den nedskjutna DC-3:an 2003, Spökskeppet 2007 och Svärdet 2011 samt det 2019 upptäckta okända skeppet från 1500-talet i Östersjön.
MMT grundades 1976 av Ola Oskarsson som Dykfoto. Företaget bytte namn till Marin Mätteknik AB 1988.